# Juan La Torre
Juan La Torre fue un político peruano. Formó parte del grupo cusqueño que buscó el favor del presidente Manuel Pardo.
Fue elegido diputado por la provincia de Cusco entre 1872 y 1876 durante el gobierno de Manuel Pardo y reelecto en 1876.